# Orville (Indre)
Orville település Franciaországban, Indre megyében. Lakosainak száma 141 fő (2022. január 1.). Orville Graçay, Saint-Outrille, Anjouin, Bagneux, Buxeuil, Guilly és Saint-Florentin községekkel határos.

## Népesség
A település népességének változása:
| Lakosok száma | 198  | 146  | 144  | 125  | 131  | 136  | 138  | 138  | 138  | 141  |
|               | 1968 | 1982 | 1990 | 2006 | 2013 | 2015 | 2017 | 2019 | 2020 | 2022 |